# Rousserolle effarvatte
Acrocephalus scirpaceus
Espèce
Statut de conservation UICN

 LC  : Préoccupation mineure
Répartition géographique
- Habitat permanent
- Zone de reproduction
- Zone de migration
- Zone d'hivernage

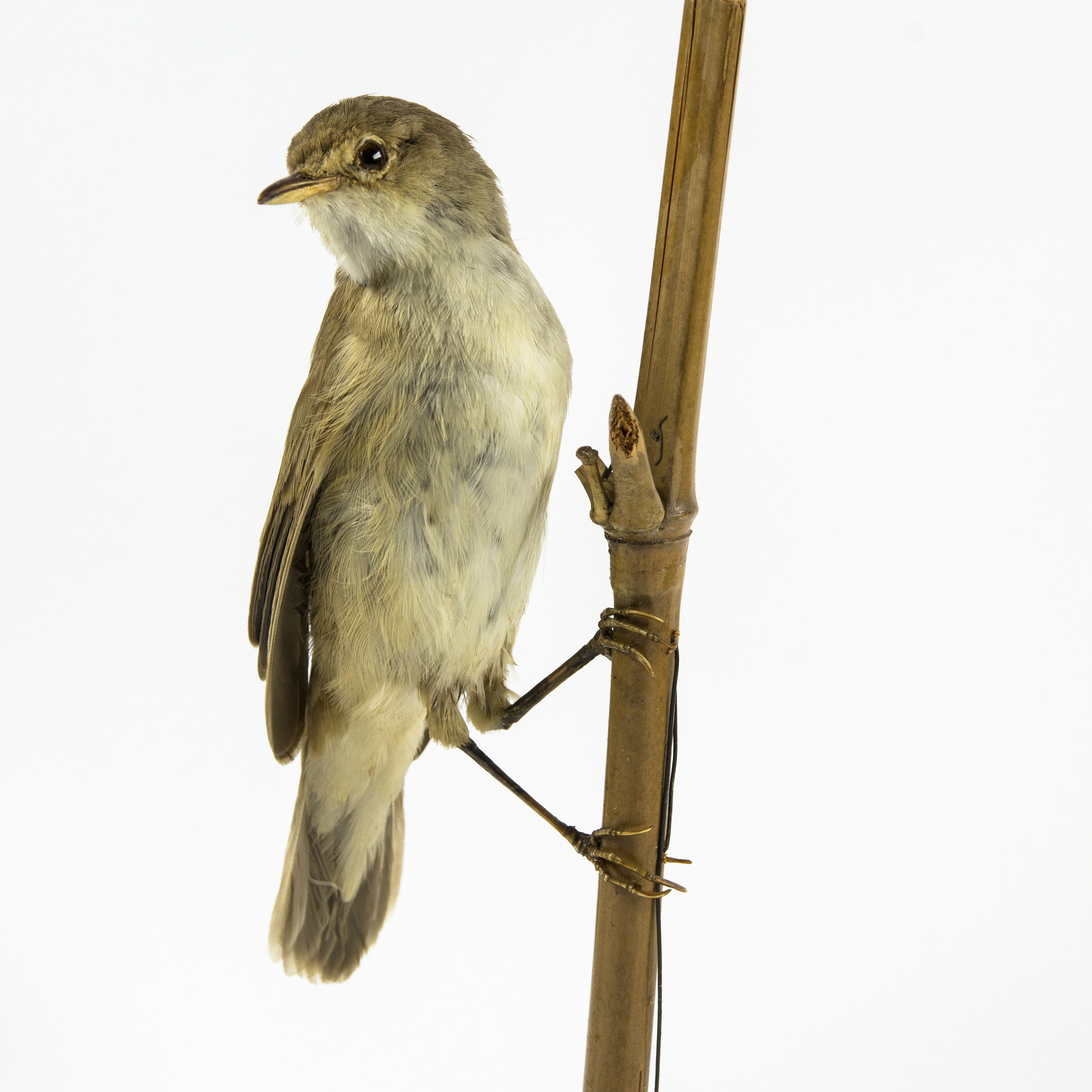
Acrocephalus scirpaceus - MHNT

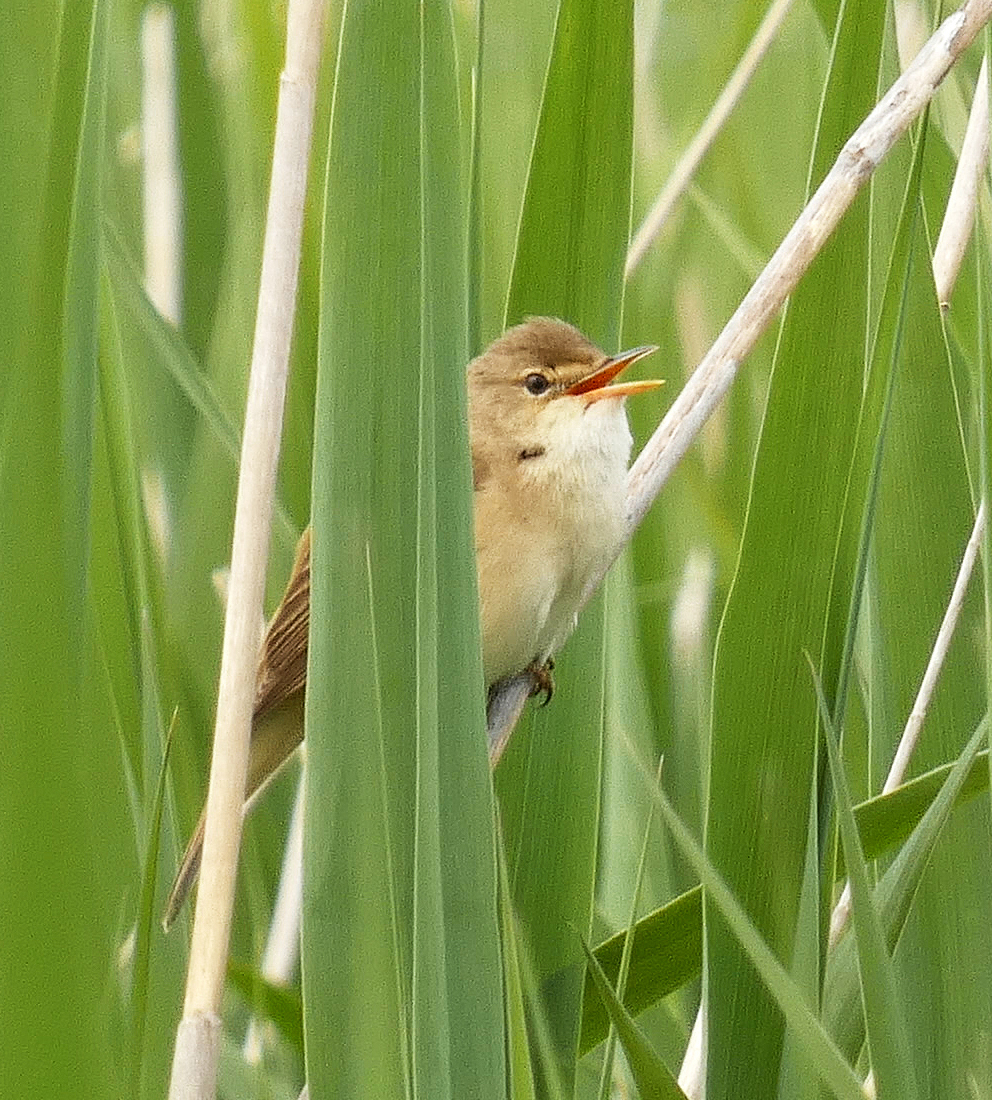
Défense du territoire au printemps. Marais de la Loire.

La Rousserolle effarvatte (Acrocephalus scirpaceus) est une espèce de fauvettes appartenant à la famille des Acrocephalidae.

## Description
C'est un passereau de petite taille de 12 à 13 cm de longueur avec une envergure de 19 cm, plutôt fin, pesant entre 8 et 20 g.
La rousserolle effarvatte a le dos uni brun, le dessous blanc cassé brun et le croupion roux. Elle n'a pas de sourcils. Sa tête est allongée, avec un front plat, et son bec est fin et allongé. Sa mâchoire inférieure est rosée-jaune pâle. En fonction de l'éclairage, elle peut paraître plus grise, terne, avec une teinte olive.
Elle ressemble énormément à la rousserolle verderolle mais se distingue surtout par ses chants et par les biotopes occupés. On peut aussi la distinguer par sa légère teinte olive et sa croupe plus rousse.

## Habitat et répartition

### Répartition
Cet oiseau vit dans une large partie de l'Europe, s'arrêtant dans le sud de la Scandinavie et le centre du Royaume-Uni au nord, et au sud-ouest de la Russie à l'ouest. On le trouve également dans quelques endroits d'Afrique du Nord et du Moyen-Orient et du Kazakhstan. C'est la plus fréquente des rousserolles en Europe[réf. nécessaire].
Il existe aussi des populations qui résident à l'année en Afrique centrale, de l'Est et australe.

### Migration
Toutes les populations de rousseroles effarvattes de l'hémisphère nord migrent durant l'hiver en Afrique subsaharienne, jusqu'à la Zambie. Elle quitte sa zone de reproduction à partir de fin juillet et jusqu'à la mi-octobre pour arriver au plus tard en décembre-janvier. Le retour débute en mars-avril pour une arrivée à la mi-mai au plus tard.

### Habitat
La rousserolle effarvatte fréquente les roselières hautes et touffues, au bord des lacs, des étangs ou des rivières. On peut souvent le retrouver dans les herbes, buissons ou petits arbres des alentours, notamment les saules. Elle vit plutôt à basse altitude, jusqu'aux alentours de 1 000 m.
Dans ses quartiers d'hiver, elle réside dans le même genre d'habitats, bien qu'elle soit un peu plus flexible et puisse s'accommoder d'herbes hautes, de fourrés, d'arbustes ou de buissons comme les acacias ou ceux du genre Lantana. Elle est également très fréquente dans les mangroves d'Afrique de l'Ouest, dont elle est un des visiteurs les plus communs en hiver.

## Écologie et comportement

### Chant et vocalisations
La rousserolle effarvatte chante généralement au crépuscule, et durant la journée, mais moins intensément. Son chant est composé de notes monosyllabiques ou dissyllabiques, émises à un rythme lent et régulier, répétées 2 ou 3 fois (exemple : tret tret tret tiri tiri trü trü tie tre tre). Elle chante depuis un perchoir (souvent un roseau).
Ses cris incluent un che, un chre, un chrek et un tret, qui sont parfois répétés un grand nombre de fois. Son cri d'alarme est un chrrrreh sec et trillé.

### Alimentation

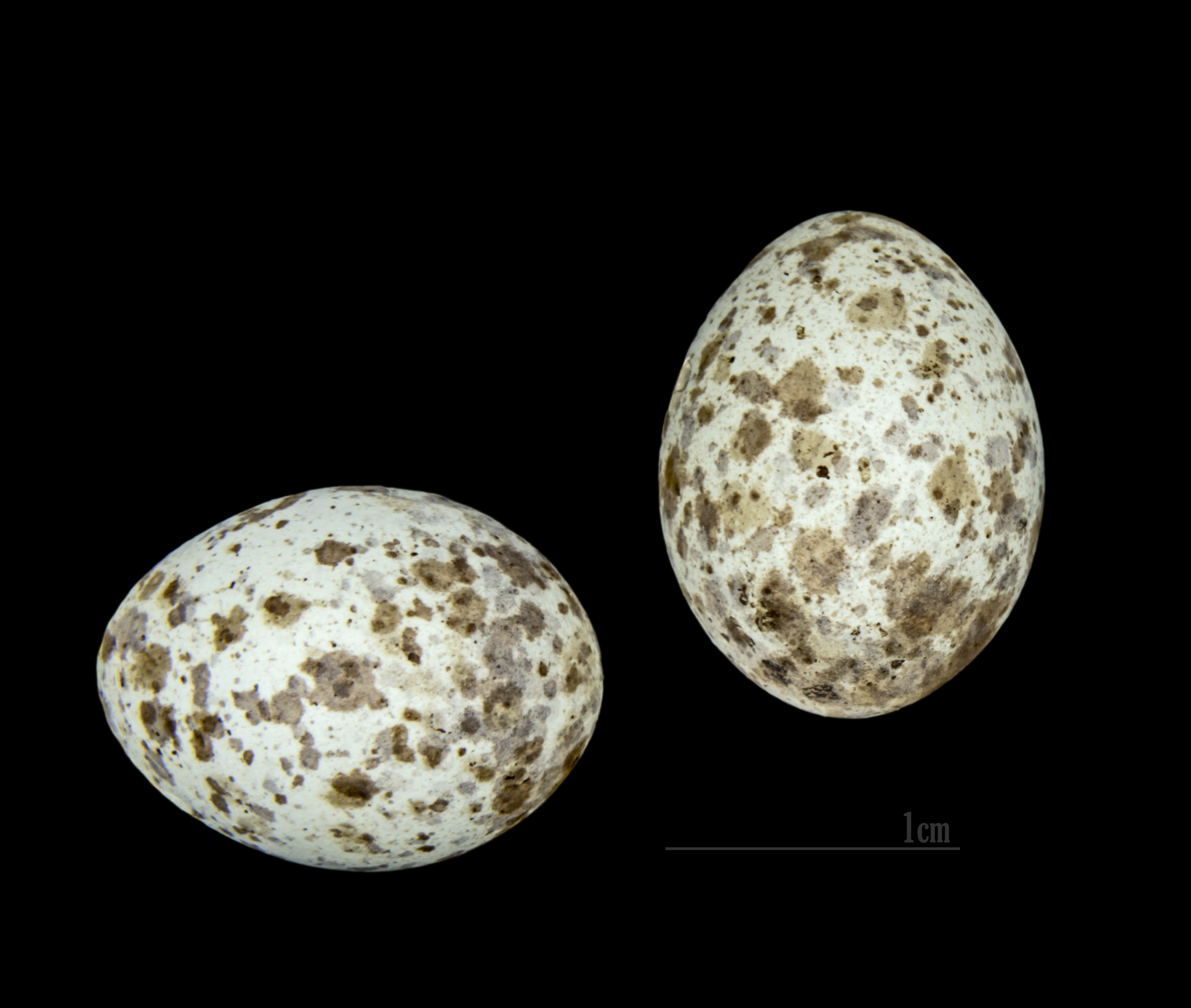
Œufs de Acrocephalus scirpaceus Muséum de Toulouse

Elle se nourrit principalement d'insectes, d'araignées et plus rarement de fruits, de graines et de fleurs. Elle possède une large gamme de proies parmi les invertébrés, elle est assez opportuniste. Elle trouve généralement ses proies sur les roseaux, les buissons et quelquefois par terre, employant une variété de techniques pour les capturer.

### Reproduction
La rousserolle est majoritairement monogame. La saison de la reproduction s'étend entre mai et juillet-août en Europe.
La femelle pond une à deux couvées par an, de 3 à 5 œufs entre avril et juin. Le nid est accroché à des tiges de roseau, suspendu au-dessus de l'eau jusqu'à un mètre de haut. Il est fait de feuilles de roseaux, de tiges et d'herbes en forme de coupe.
Les deux sexes participent à la couvée, qui dure entre 8 et 13 jours. Les jeunes sont nourris par les deux parents, quittant le nid entre 10 et 12 jours après l'éclosion et devenant indépendant entre 10 et 14 jours plus tard.

### Prédation et parasitisme

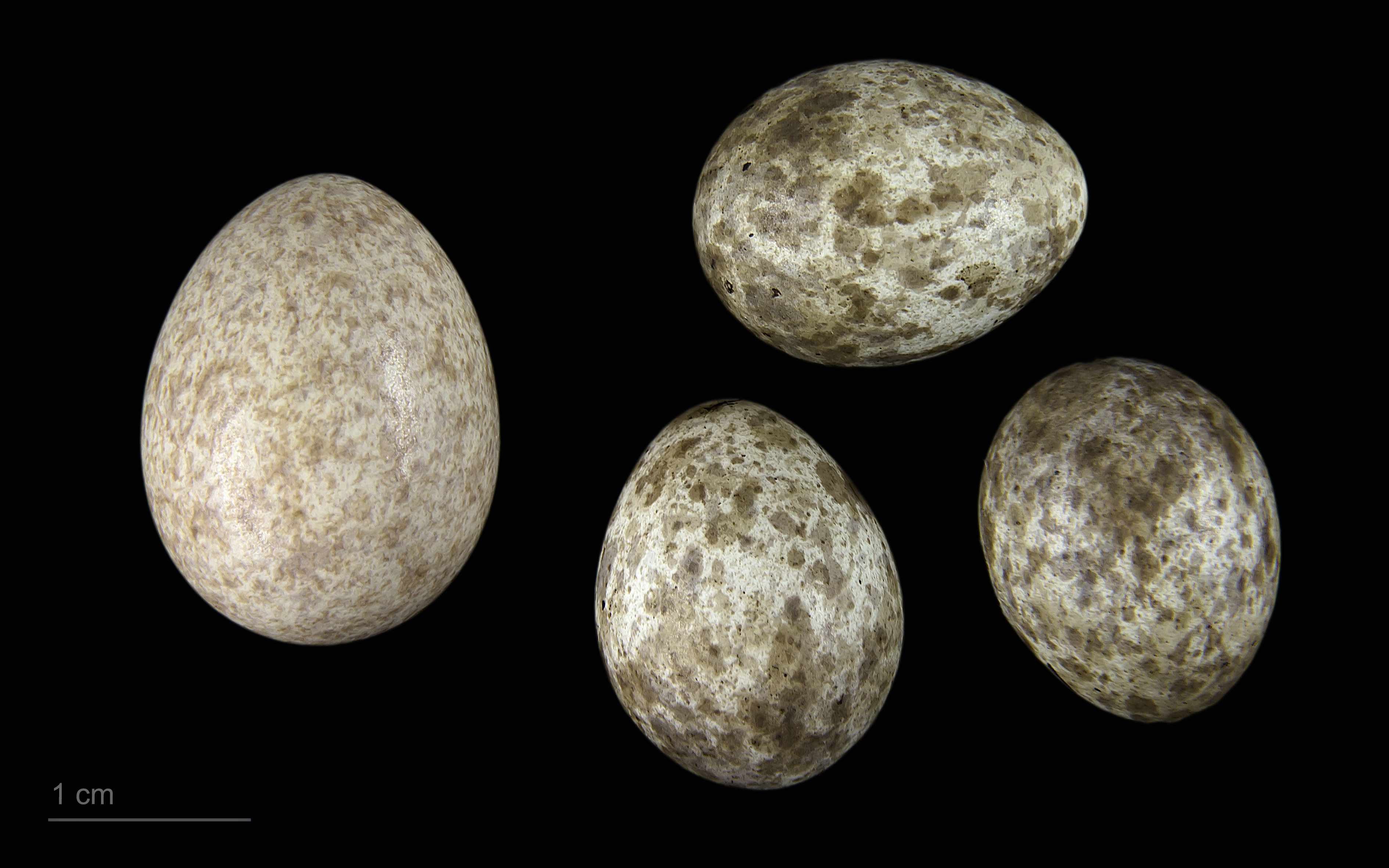
Œuf de Cuculus canorus canorus dans un nid de Acrocephalus scirpaceus - Muséum de Toulouse

Le nid de la rousserolle est souvent parasité par le coucou qui y pond son œuf en absence des parents. La rousserolle réagit agressivement si elle repère un coucou proche de son nid avant l'éclosion de ses propres œufs.
Ses œufs peuvent également être les victimes de petits mammifères comme le Rat des moissons ou Muscardinus avellanarius. D'autres prédateurs pourraient inclure l'Épervier d'Europe, le Geai des chênes, l'Écureuil roux ou encore l'hermine.

## Systématique
L'espèce Acrocephalus scirpaceus a été décrite par le naturaliste français Jean Hermann, à titre posthume en 1804, sous le nom initial de Turdus scirpaceus. Elle est parfois considérée comme formant une seule espèce avec la rousserolle africaine, avec qui elle est proche génétiquement et morphologiquement,. À l'inverse, les sous-espèces A. s. fuscus et A. s. avicenniae pourraient appartenir à une espèce séparée.

### Taxinomie
Selon la classification de référence du Congrès ornithologique international (14.2, 2024) :
- Acrocephalus scirpaceus scirpaceus (Hermann, 1804) — répandue dans la majeure partie de l'Europe, ouest de la Turquie.
- Acrocephalus scirpaceus fuscus (Hemprich & Ehrenberg, 1833) — Asie centrale, sporadiquement au Moyen-Orient ; assez variable, parfois brun sur le dessus et proche de la sous-espèce nominale, ou plus pâle, plus grise, des dessous plus blancs, des ailes légèrement plus longues avec des pointes blanchâtres.
- Acrocephalus scirpaceus avicenniae (Ash, Pearson,DJ, Nikolaus,G & Colston, 1989) — nord de la Somalie et rives de la mer Rouge ; plus petite, avec des ailes sensiblement plus courtes et plus rondes, avec un plumage brun terne ou olive sur le dessus, des parties inférieures blanchâtres avec une teinte de jaune.
- Acrocephalus scirpaceus ammon Hering, Winkler & Steinhamer, 2016 — désert Libyque (Qattara, Siwa (oasis), Sitra et Al Jaghbub)
- Acrocephalus scirpaceus ambiguus (Brehm, 1857) — péninsule ibérique et Maghreb ; elle migre sur de courtes distances, voire pas ; ailes légèrement plus courtes et rondes, pattes plus gris sombre, queue et bec légèrement plus courts.
- Acrocephalus scirpaceus minor Lynes, 1923 — Sahel
- Acrocephalus scirpaceus cinnamomeus Reichenow, 1908 — majeure partie de l'Afrique subsaharienne
- Acrocephalus scirpaceus suahelicus Grote, 1926 — est de la Tanzanie, du Mozambique et de l'Afrique du Sud
- Acrocephalus scirpaceus hallae White, CMN, 1960 — Namibie et régions avoisinantes
- Acrocephalus scirpaceus baeticatus (Vieillot, 1817) — Afrique australe

## La rousserolle effarvatte et l'humain

### Conservation
La rousserolle effarvatte est classée comme "préoccupation mineure" par l'UICN, en raison de sa large population (entre 2 700 000 et 5 000 000 couples en Europe). Des changements de son environnement (augmentation des surfaces de roseaux, mais aussi disparition de certains marais) ont localement entraîné des augmentations ou diminutions de population.

### Dans la culture
Olivier Messiaen a consacré à cet oiseau une pièce, qui en porte le nom, de son Catalogue d'oiseaux.